# 小野駅 (京都府)
小野駅（おのえき）は、京都府京都市山科区小野西浦にある京都市営地下鉄東西線の駅。駅番号はT04。

## 歴史

### 年表
- 1995年（平成7年）7月3日：駅建設工事が開始される。
- 1997年（平成9年）
  - 1月31日：駅施設の工事がすべて完成。
  - 10月12日：京都市営地下鉄東西線の醍醐駅 - 二条駅間の開通と同時に開業[1][2]。
- 2007年（平成19年）4月1日：ICカード「PiTaPa」の利用が可能となる[1]。

### 駅名の由来
小野という地名は平安時代の女流歌人小野小町の一族小野氏に由来する。近くの随心院には、小野小町が化粧したという伝説の残る井戸などがある。

## 駅構造
1面2線の島式ホームがあり、ホームドアが設置されている。トイレは改札内奥。東西線は駅ごとにステーションカラーが制定されているが、当駅のステーションカラーは■紅梅色である。
なお、当駅の六地蔵方には醍醐車庫への引き上げ線が存在し、2013年（平成25年）9月に御陵駅が冠水した際は当駅で折り返しをする際に使用された。

### のりば
| のりば | 路線   | 方向 | 行先                 |
| ------ | ------ | ---- | -------------------- |
| 1      | 東西線 | 下り | 山科・太秦天神川方面 |
| 2      | 東西線 | 上り | 醍醐・六地蔵方面     |

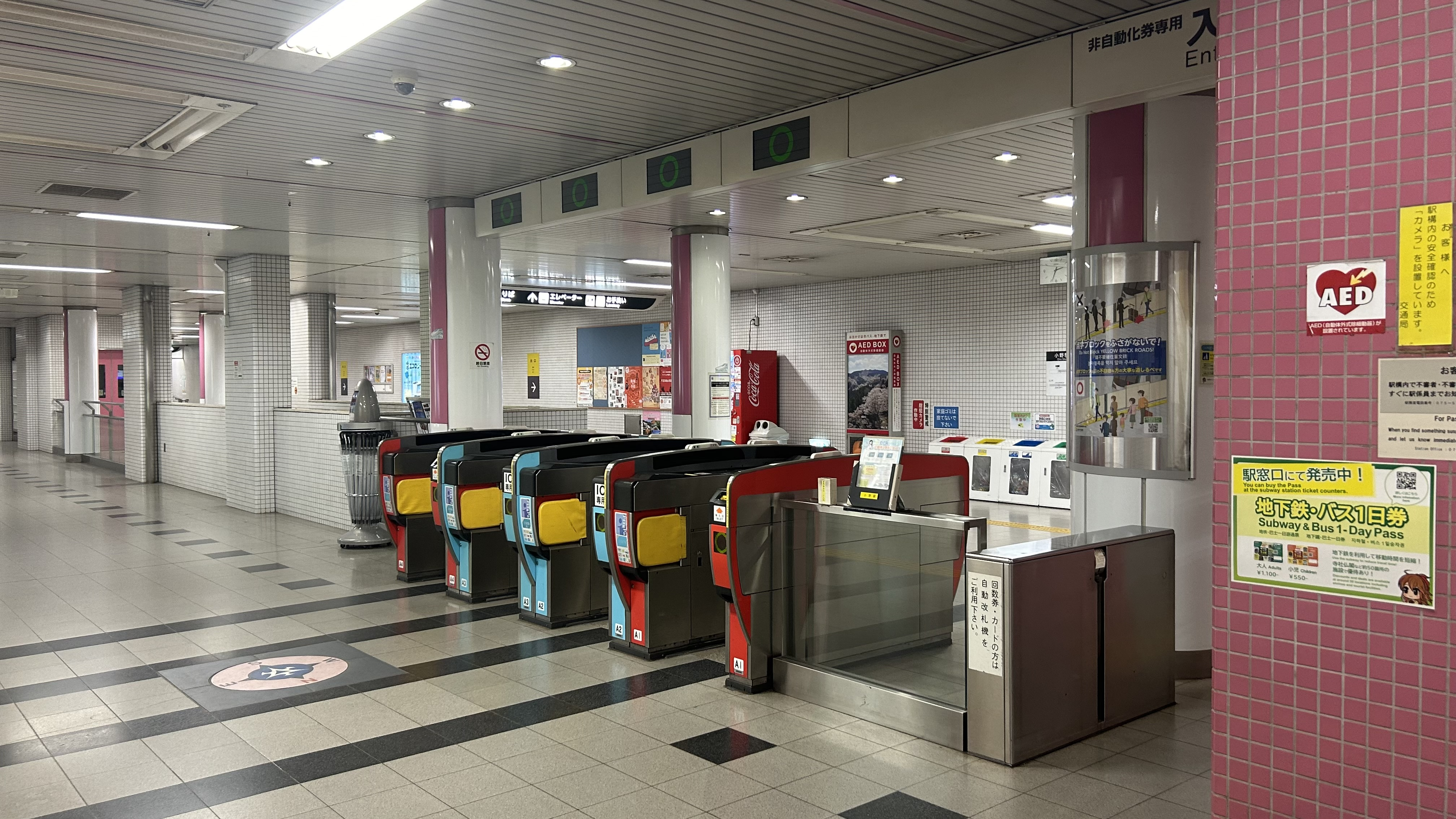
改札口
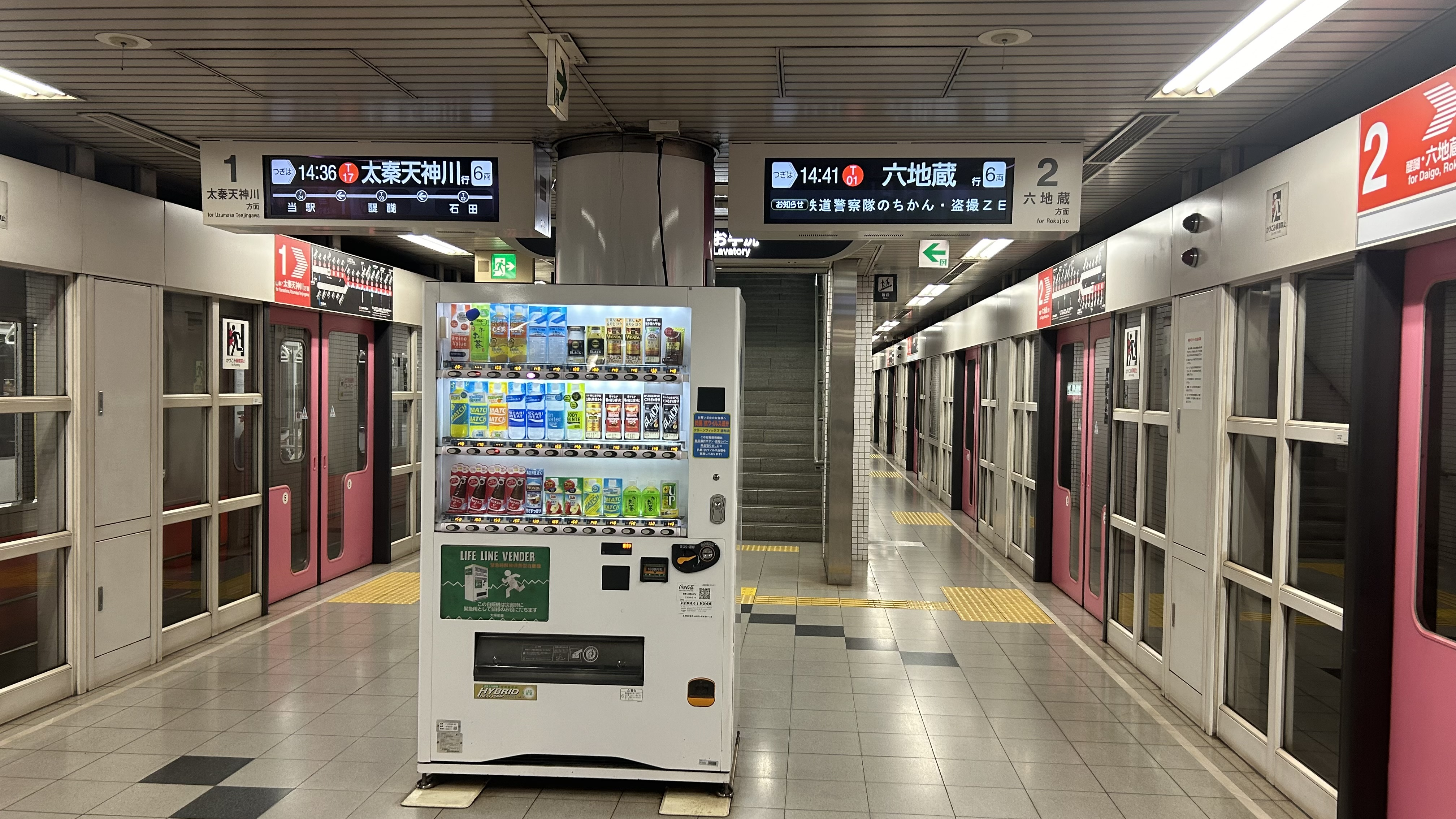
ホーム
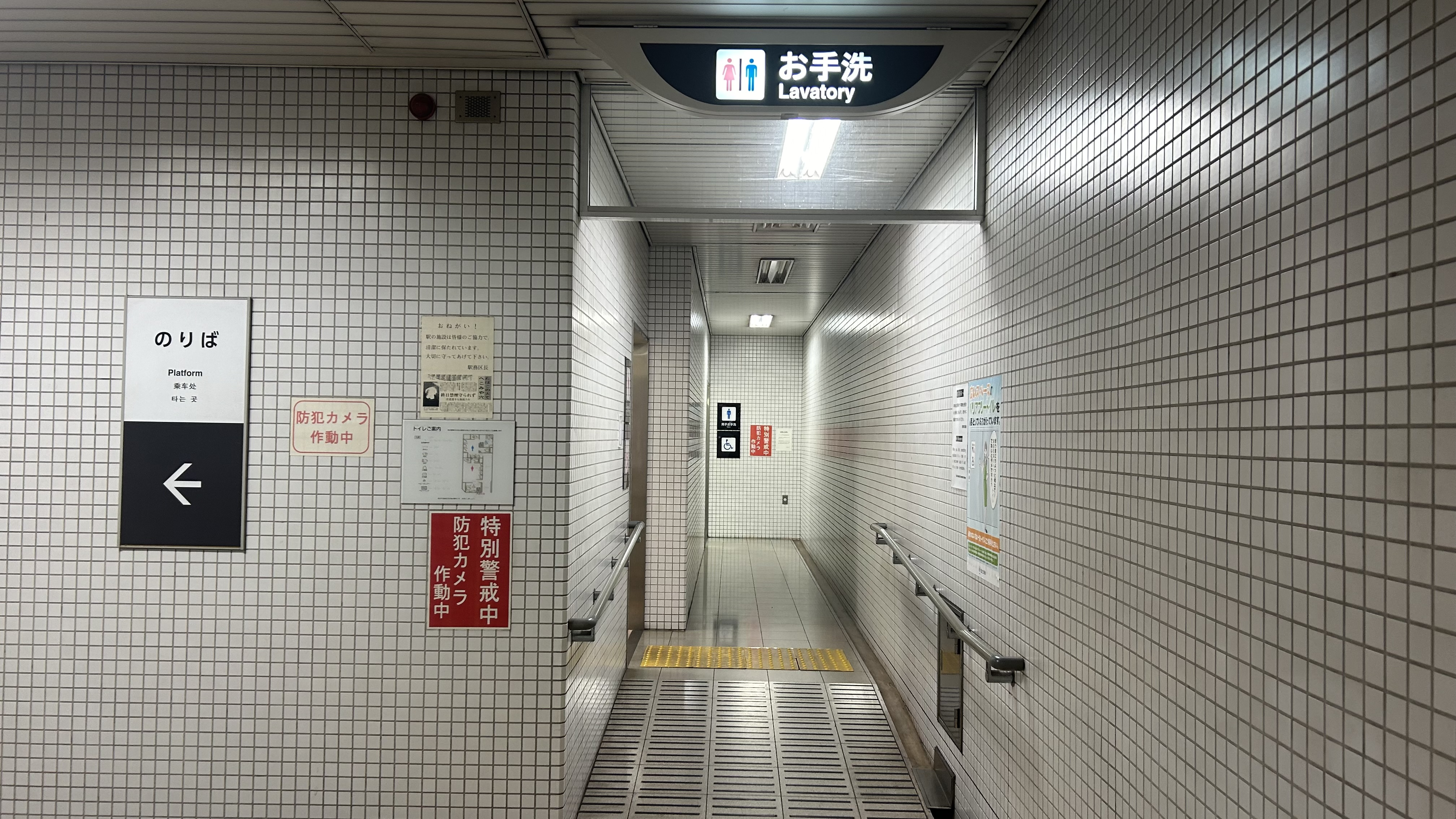
トイレ
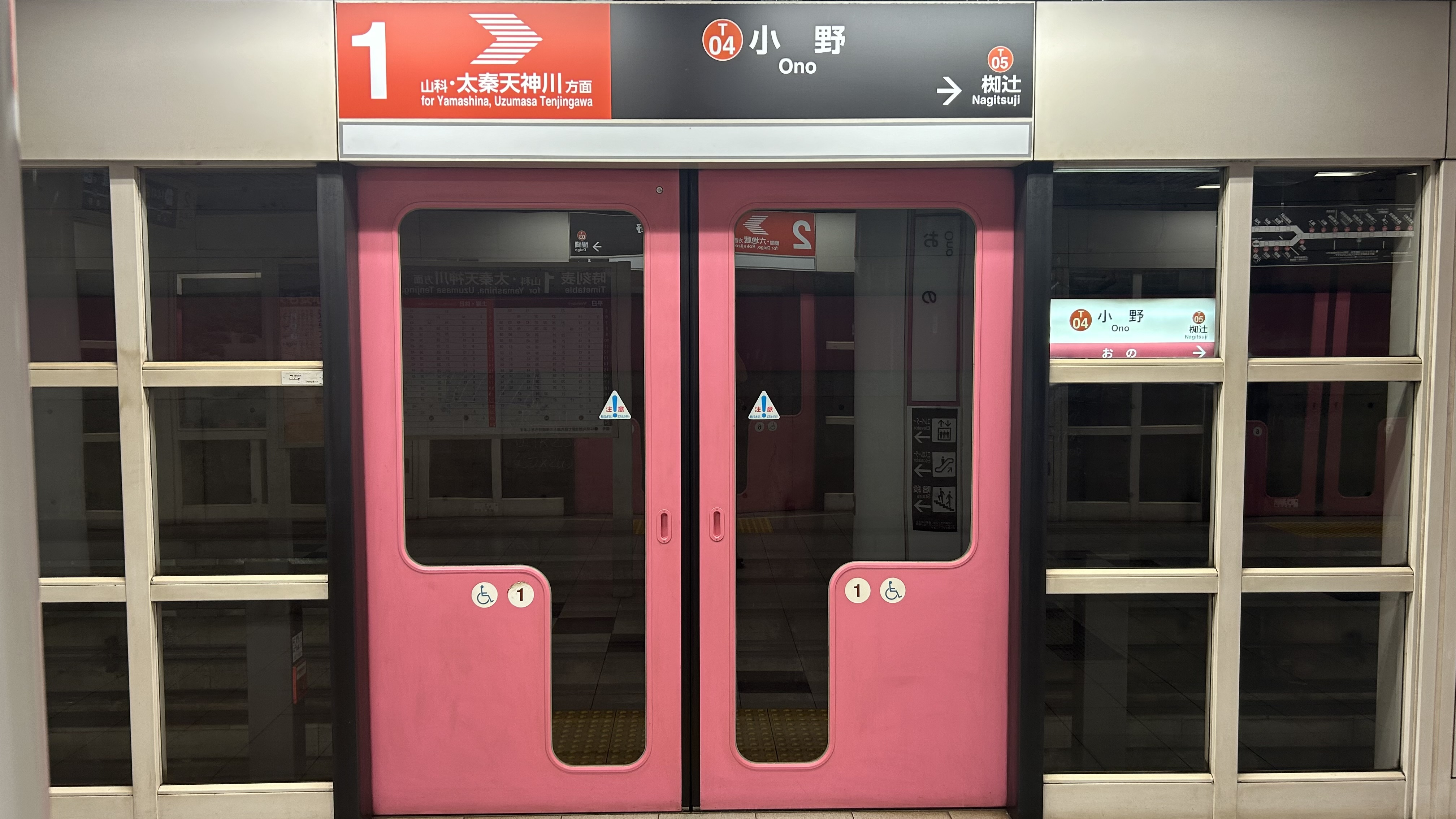
ホームドアと駅名標

### 出口
| 出口番号 | 方角 | 出口周辺               | 接続改札 | 備考             |
| -------- | ---- | ---------------------- | -------- | ---------------- |
| 1        | 西   | 観修寺・隋心院         | 改札口   | エレベーターあり |
| 2        | 東   | 京都橘大学・山科警察署 | 改札口   |                  |

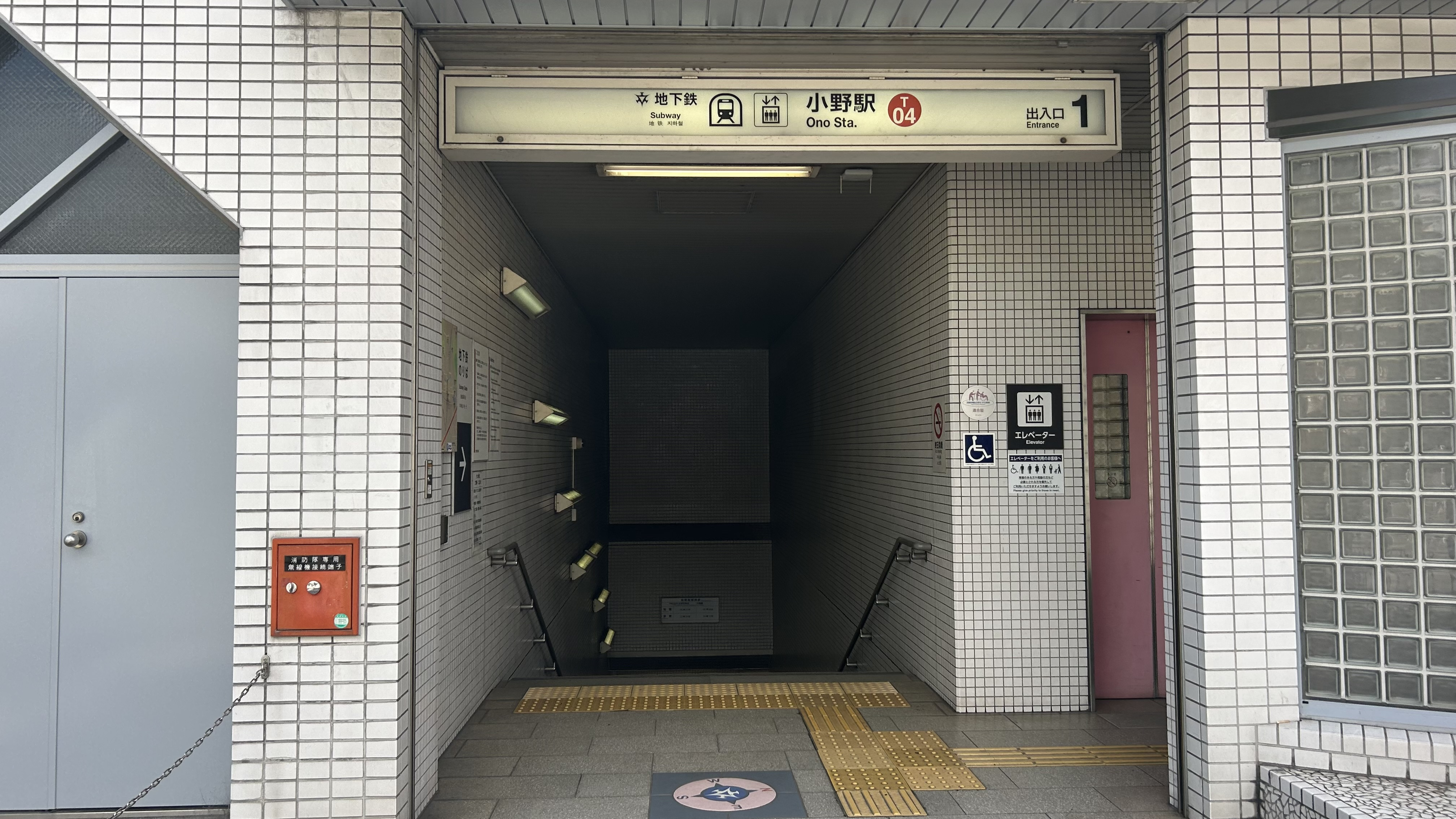
1番出入口
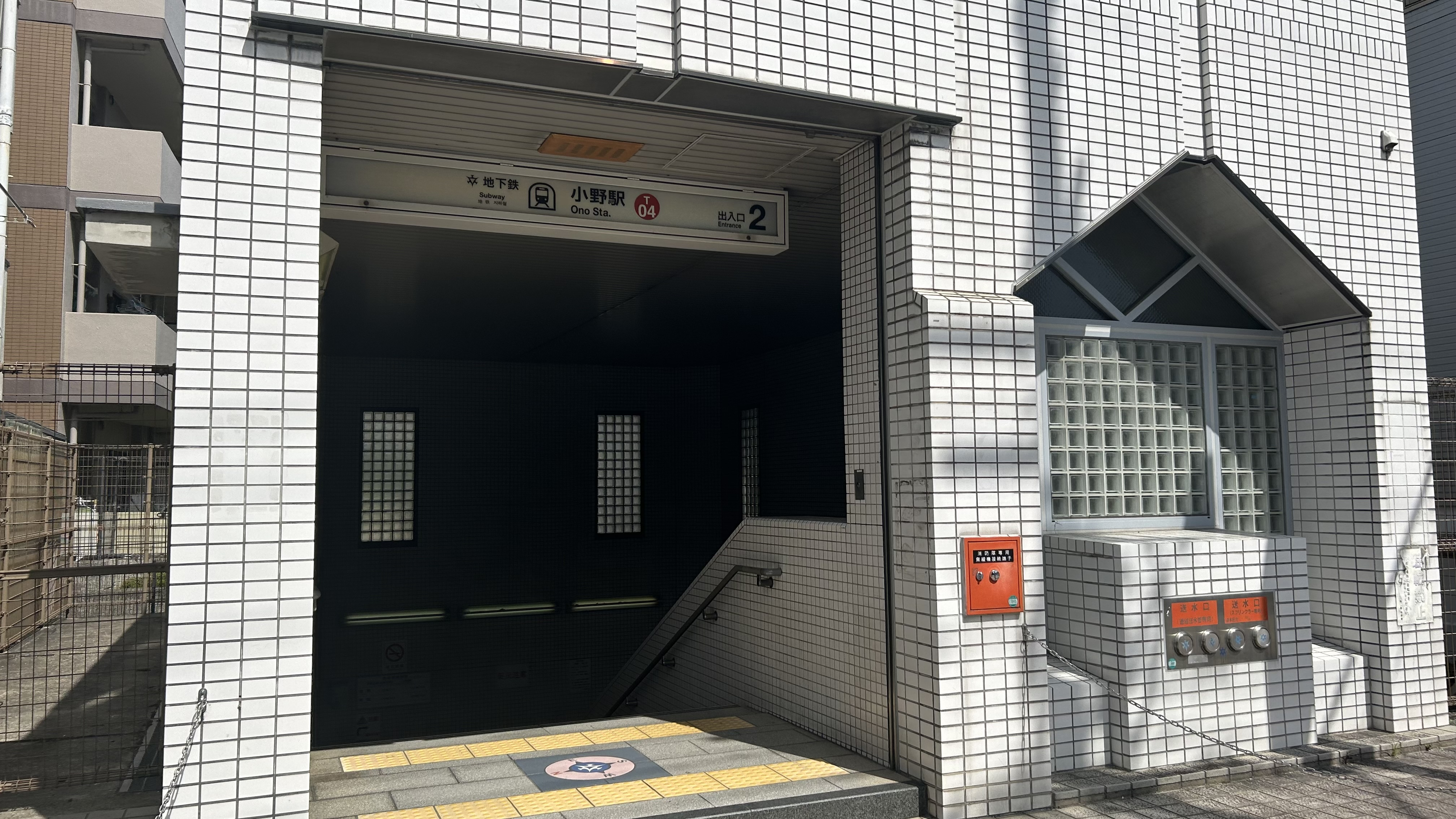
2番出入口

## 利用状況
2024年度の1日平均乗降人員は7,010人である。
1日平均乗車人員と1日平均乗降人員の推移は下記の通り。
| 年度   | 乗車人員 | 乗降人員 |
| ------ | -------- | -------- |
| 2003年 | 3,155    | 6,148    |
| 2004年 | 3,177    | 6,206    |
| 2005年 | 3,227    | 6,323    |
| 2006年 | 3,243    | 6,372    |
| 2007年 | 3,253    | 6,315    |
| 2008年 | 3,284    | 6,364    |
| 2009年 | 3,166    | 6,214    |
| 2010年 | 3,202    | 6,290    |
| 2011年 | 3,204    | 6,294    |
| 2012年 | 3,229    | 6,344    |
| 2013年 | 3,322    | 6,526    |
| 2014年 | 3,430    | 6,739    |
| 2015年 | 3,497    | 6,869    |
| 2016年 | 3,565    | 7,003    |
| 2017年 | 3,709    | 7,286    |
| 2018年 | 3,758    | 7,381    |
| 2019年 | 3,827    | 7,518    |
| 2020年 | 3,077    | 6,021    |
| 2021年 | 3,193    | 6,247    |
| 2022年 | 3,406    | 6,650    |
| 2023年 | 3,504    | 6,842    |
| 2024年 |          | 7,010    |

## 駅周辺
駅は、山科区の南端（伏見区醍醐地区との境界付近）に位置している。
- 勧修寺
- 随心院
- 明智光秀塚
- 京都府山科警察署
- 京都外環状線
- 名神高速道路（名神山科バスストップは廃止）
- 名神起工の地・旧山科駅跡

### バス路線
最寄り停留所は「小野駅」である。以下のバスが通っている。
- 京阪バス 四条河原町・醍醐三宝院・竹田駅ほか。

## 隣の駅
京都市営地下鉄
 東西線
醍醐駅 (T03) - 小野駅 (T04) - 椥辻駅 (T05)
- 括弧内は駅番号を示す。